# 지방도 제306호선
지방도 제306호선은 경기도 화성시 양감면 요당 교차로와 충청북도 음성군 음성읍 평촌사거리를 잇는 경기도의 지방도이다.
2010년 지방도 노선 조정이 이루어져 지방도 제318호선이었던 '일죽 ~ 음성선' 구간이 이 지방도로 변경되었다. 2016년 7월 13일 충주시 신니면 대화 교차로 ~ 음성군 음성읍 평촌사거리 구간이 국가지원지방도 제49호선으로 승격되었다.

## 연혁
- 2005년 3월 28일 : 기존 지방도 제306호선인 '대부 ~ 안양선'을 폐지[3]
- 2005년 3월 28일 : 지방도 제306호선을 새로 지정[4]
- 2007년 2월 5일 : 신왕 ~ 도일간 도로 2공구(평택시 서탄면 금암리 ~ 진위면 마산리) 4.99 km 구간 개통[5]
- 2010년 9월 : 지방도 제318호선의 '일죽 ~ 음성선' 구간이 이 지방도로 변경.[6]
- 2016년 7월 13일 : 충주시 신니면 대화 교차로 ~ 음성군 음성읍 평촌사거리 구간이 국가지원지방도 제49호선으로 승격[7]

## 경유지

### 경기도
- 화성시
  - 양감면 요당 교차로 - 양감 교차로 - 암소고개 - 신왕 교차로 - 양감면 행졍복지센터 - 신왕삼거리 - (미개통 구간 : 신왕리 - 사창리) - 사창초등학교 - 사창교 - 정문1리 - 서탄대교
- 평택시
  - 서탄면 서탄대교 - 회화리 - 적봉교
  - 진위면 적봉교 - 하북리 - 진위1교 - 신장삼거리 - 송탄고가 - 비행장사거리 - 마산사거리 - 은산5리입구 - 은산리
- 안성시
  - 원곡면 산하교 - 산하리 - (굴다리) - 산하리삼거리 - 성은삼거리 - 성은리
  - 양성면 만세고개(안성 3.1운동기념관) - 양성사거리 - 동향사거리 - 양성터미널 - 동항리 - 석화교 - 석화리 - 필산교 - 구장리 - 필산리 - 방축리
  - 고삼면 대갈리 - 하갈입구 - 고삼교 - 고삼면 행정복지센터 - 고삼초등학교 - 봉산1교 - 봉산리 - 꽃뫼저수지 - (1차선 구간 : 삼은리)
  - 대덕면 남풍교 북단 - (미개통 구간 : 남풍리)
  - 삼죽면 (미개통 구간 : 기솔리) - 기솔리 - 내강리 - 회암저수지 - (회암) - 삼죽삼거리 - 삼죽면 행정복지센터 - (삼죽) - 용월리
  - 죽산면 두현육교 - 죽산교 - 두현리 - 죽산삼거리 - 두원대입구 - 죽산리 - 죽산시외버스터미널 - 죽산삼거리 - 매산삼거리 - 제2죽산교
  - 일죽면 제2죽산교 - 죽산성지입구삼거리 - 일죽IC삼거리(일죽 나들목) - 월정 교차로 - 천둔교 - 천둔사거리 - 서일농원 - 화봉사거리 - 가리 - 금산리
- 이천시
  - 율면 산양리 - 석산리

### 충청북도
- 음성군
  - 금왕읍 호산사거리 - 호산리
  - 생극면 관성리 - 큰바위얼굴조각공원, 생극납골공원 - 아홉살이고개 - 팔성리 - 응천공원 - 병암교 - 신양삼거리 - 병암 교차로 - 병암교 - 생극사거리 - 생극 교차로 - 생리 교차로 - 금단1교 - 오룡1교 - 중생교 - 오생2 교차로 - 도롱교 - 새터2교
- 충주시
  - 신니면 새터2교 - 오생1 교차로 - 새터교 - 대화 교차로(서충주 나들목) - 광월리
- 음성군
  - 음성읍 용산리 - 숯고개 - 용산리저수지 - 용산2교 - 용산교 - 청주지방법원 음성군법원 - 교동사거리 - 읍내리 - 문화사거리 - 평촌사거리

## 중복 구간
- 평택시 진위면 마산사거리 ~ (은산5리입구) : 지방도 제314호선과 중복
- 안성시 원곡면 성은삼거리 ~ 양성면 동향사거리 : 국가지원지방도 제23호선과 중복
- 안성시 원곡면 성은삼거리 ~ 양성면 양성사거리 : 지방도 제321호선과 중복
- 안성시 고삼면 고삼교 북단 ~ 봉산1교 북단 : 국가지원지방도 제70호선, 국가지원지방도 제82호선과 중복
- 안성시 대덕면 남풍교 북단 ~ (삼죽) : 지방도 제325호선과 중복
- 안성시 삼죽면 (회암) ~ 삼죽삼거리 : 국도 제38호선과 중복
- 안성시 삼죽면 삼죽삼거리 ~ 삼죽면사무소 : 국가지원지방도 제70호선과 중복
- 안성시 삼죽면 삼죽면사무소 ~ 죽산면 죽산삼거리 : 국가지원지방도 제82호선과 중복
- 안성시 죽산면 죽산삼거리 ~ 일죽면 월정 교차로 : 국도 제38호선과 중복
- 안성시 일죽면 천둔사거리 ~ 화봉사거리 : 지방도 제329호선과 중복
- 음성군 생극면 병암 교차로 ~ 생극 교차로 : 국도 제21호선, 국도 제37호선과 중복
- 음성군 생극면 생극 교차로 ~ 충주시 신니면 대화 교차로 : 국도 제3호선과 중복
- 음성군 생극면 오생1 교차로 ~ 충주시 신니면 대화 교차로 : 국가지원지방도 제82호선과 중복
- 충주시 신니면 대화 교차로 ~ 음성군 음성읍 평촌사거리 : 국가지원지방도 제49호선과 중복

## 도로명
- 경기도
  - 화성시 양감면 요당 교차로 ~ 신왕 교차로 : 암소고개로
  - 화성시 양감면 신왕 교차로 ~ 신왕삼거리 : 은행나무로
  - 화성시 양감면 사창초등학교 ~ 평택시 서탄면 적봉교 서단 : 정문회화로
  - 평택시 서탄면 적봉교 서단 ~ 진위면 신장삼거리 : (도로 이름 없음)
  - 평택시 진위면 신장삼거리 ~ 마산사거리 : 송탄고가길
  - 평택시 진위면 마산사거리 ~ 안성시 원곡면 (굴다리) : 삼봉로
  - 안성시 원곡면 (굴다리) ~ 산하리삼거리 : 매지로
  - 안성시 원곡면 산하리삼거리 ~ 성은삼거리 : 지문로
  - 안성시 원곡면 성은삼거리 ~ 양성면 만세고개 :천덕산로
  - 안성시 양성면 만세고개 ~ 동향사거리 : 만세로
  - 안성시 양성면 동향사거리 ~ 동항리 : 양성로
  - 안성시 양성면 동항리 ~ 고삼면 하갈입구 : 한내로
  - 안성시 고삼면 하갈입구 ~ 고삼교 북단 : 안성맞춤대로
  - 안성시 고삼면 고삼교 북단 ~ 봉산1교 북단 : 고삼호수로
  - 안성시 고삼면 봉산1교 북단 ~ 봉산1교 남단 : 미륵로
  - 안성시 고삼면 봉산1교 남단 ~ 꽃뫼저수지 : 이전봉산길
  - 안성시 고삼면 꽃뫼저수지 ~ 대덕면 남풍교 북단 : 삼은길
  - 안성시 삼죽면 기솔리 ~ (회암) : 국사봉로
  - 안성시 삼죽면 (회암) ~ 삼죽삼거리 : 서동대로
  - 안성시 삼죽면 삼죽삼거리 ~ 용월리 : 삼죽로
  - 안성시 죽산면 두현육교 ~ 죽산삼거리 : 죽주로
  - 안성시 죽산면 죽산삼거리 ~ 일죽면 월정 교차로 : 서동대로
  - 안성시 일죽면 월정 교차로 ~ 천둔사거리 : 내둔길
  - 안성시 일죽면 천둔사거리 ~ 화봉사거리 : 금일로
  - 안성시 일죽면 화봉사거리 ~ : 일생로
  - 안성시 일죽면 화봉사거리 ~ 이천시 율면 석산리 : 일생로
- 충청북도
  - 음성군 금왕읍 호산리 ~ 생극면 병암 교차로 : 일생로
  - 음성군 생극면 병암 교차로 ~ 생극 교차로 : 생음대로
  - 음성군 생극면 생극 교차로 ~ 충주시 신니면 대화 교차로 : 중원대로
  - 충주시 신니면 대화 교차로 ~ 음성군 음성읍 교동사거리 : 용광로
  - 음성군 음성읍 교동사거리 ~ 평촌사거리 : 시장로